# Noche y de día
Noche y de dia è un singolo del cantante spagnolo Enrique Iglesias, pubblicato il 3 luglio 2015 come primo estratto dalla raccolta One.